# Otto Rudolf Holmberg
Otto Rudolf Holmberg, född den 1 februari 1874 i Simrishamn, död den 28 december 1930 i Lund, var en svensk botanist. Auktorsnamnet Holmb. kan användas för Otto Rudolf Holmberg i samband med ett vetenskapligt namn inom botaniken; se Wikipediaartiklar som länkar till auktorsnamnet.
Otto Holmberg var son till bryggmästaren Anders Holmberg. Han avlade mogenhetsexamen i Ystad 1893 och började samma år studera vid Lunds universitet, först klassiska språk men övergick snart till botaniken. 1898–1909 tjänstgjorde han som redaktionssekreterare i Tidskrift för landtmän, och var från 1909 konservator vid botaniska institutionen i Lund och från 1899 föreståndare för Lunds botaniska förenings växtbyte. Därutöver var han 1904–1926 förste assistent Malmöhus läns frökontrollanstalt i Lund samt 1927–1928 föreståndare för densamma. Han företog en mängd botaniska resor inom Sverige, Norge och Danmark samt reste 1912 och 1914 till Ryssland, Transkaukasien och Armenien. Holmberg var en utmärkt kännare av Skandinaviens och särskilt Sveriges flora. Hans främsta insats var påbörjandet av Skandinaviens flora, en ny utvidgad upplaga av Hartmans Handbok i Skandinaviens flora, som dock aldrig blev fullbordat. Vid hans död hade tre häften getts ut 1922, 1926 och 1928, ett fjärde utkom 1931 efter hans död. I en rad uppsatser behandlade han bland annat hybrider, vissa starrarter samt svårbestämda grässläkten. Holmberg var även känd som en framstående filatelist.